# Too Fast for Love
Too Fast for love – pierwszy album studyjny grupy heavymetalowej Mötley Crüe wydany 15 grudnia 1981 przez Leathür Records.

## Lista utworów
1. „Live Wire” (Nikki Sixx) – 3:14
2. „Come On and Dance” (Sixx) – 2:47
3. „Public Enemy #1” (Sixx, Lizzie Grey) – 4:21
4. „Merry-Go-Round” (Sixx) – 3:22
5. „Take Me to the Top” (Sixx) – 3:43
6. „Piece Of Your Action” (Neil, Sixx) – 4:39
7. „Starry Eyes” (Sixx) – 4:28
8. „Too Fast For Love” (Sixx) – 3:22
9. „On With The Show” (Neil, Sixx) – 4:07
10. „Toast of the Town” (Mars, Sixx) – 3:35 (tylko na wydaniu z 1981)
11. „Stick to Your Guns” (Sixx) – 4:21 (tylko na wydaniu z 1981)

Album został ponownie wydany 10 sierpnia 1982 przez Elektra Records bez utworu 10. i 11.

## Twórcy
- Vince Neil – śpiew
- Nikki Sixx – gitara basowa
- Mick Mars – gitara
- Tommy Lee – perkusja